# Elena Ceaușescu
Elena Ceaușescu, nata Lenuța Petrescu (Petrești, 7 gennaio 1916 – Târgoviște, 25 dicembre 1989), è stata una politica rumena.
Fu vice Primo ministro della Romania e moglie del presidente comunista Nicolae Ceaușescu. Morì fucilata insieme al marito durante la rivoluzione romena del 1989.

## Biografia

### Le origini
Nacque da una famiglia di contadini a Petrești, nella regione rumena della Valacchia. Il padre manteneva la famiglia coltivando un piccolo appezzamento di terreno in affitto e gestendo nel contempo un piccolo negozio di generi assortiti dove vendeva pane, candele e farina. Elena lasciò la scuola in quarta elementare e si trasferì a Bucarest, dove trovò lavori generici prima come assistente di laboratorio, poi come cucitrice in una fabbrica di tessuti.
Cominciò a interessarsi di politica poco più che adolescente, partecipando alle riunioni della Lega dei giovani comunisti. Nel 1939 conobbe Nicolae Ceaușescu, allora capo dell'Unione della gioventù comunista, che sposò nel 1946. A metà degli anni '40 si iscrisse al Partito Comunista Rumeno, e dopo la presa del potere da parte dei comunisti lavorò come segretaria presso il Ministero degli Esteri e rimase una figura anonima fino alla nomina del marito a segretario generale del partito nel 1965.

### Gli anni del regime

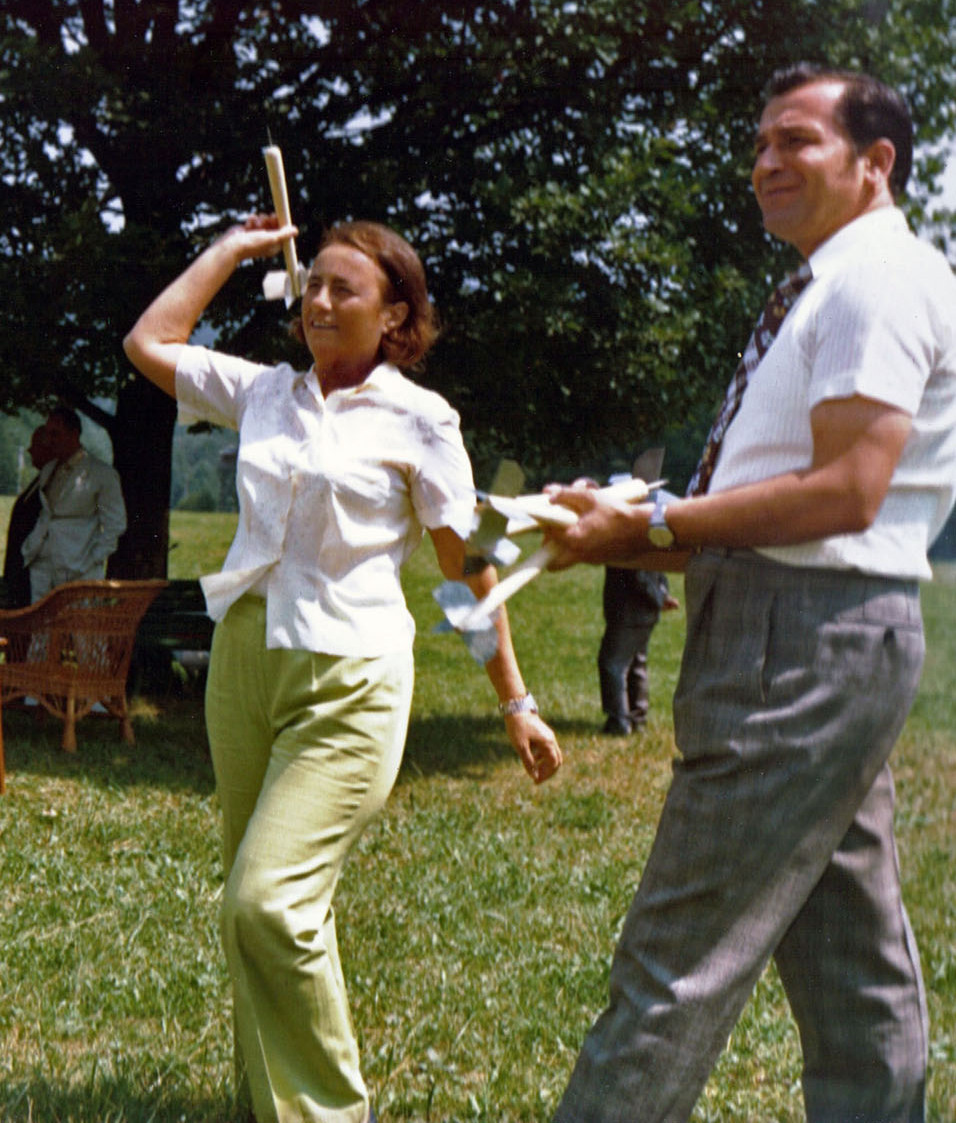
Elena Ceaușescu insieme ad Ion Iliescu nel 1976

Durante il regime del marito, Elena Ceaușescu divenne una delle principali figure politiche rumene. Disse pubblicamente che era un onore essere chiamata «compagno» ("tovarăș"); i rumeni espatriati negli Stati Uniti si riferivano invece a lei come «Madame Ceaușescu», con grande disprezzo, essendo forse una delle persone più odiate in Romania durante la presidenza del marito.
Donna molto ambiziosa anche in campo politico, approfittò dell'elezione, avvenuta nel dicembre 1967, di suo marito a presidente del Consiglio di Stato (carica che lo rendeva di fatto capo dello Stato), per farsi strada tra i ranghi del Partito comunista: nel 1968 come membro del Comitato municipale di Bucarest, nel 1972 membro del Comitato centrale e nel 1973 membro del Comitato esecutivo.
Sotto la sua influenza nel 1966 Nicolae Ceaușescu emanò una serie di leggi contro il divorzio e l'aborto. Tra queste il decreto 770, che incriminava l'interruzione della gravidanza per le donne di età inferiore ai 45 anni che non avessero già almeno quattro figli a carico, salve alcune condizioni di salute o di rischio per la stessa. Altre leggi aumentavano le tasse a carico delle coppie senza prole e di quelle che avevano meno di quattro figli, si rivelarono disastrose: molte famiglie non potevano permettersi di mantenere un numero così elevato di figli, che perciò affidavano agli orfanotrofi gestiti dallo Stato, mentre le donne erano sfruttate per far nascere figli.
Oltre ad essere stata a lungo vice primo ministro del paese, Elena Ceaușescu tenne particolarmente a presentarsi come un'insigne scienziata "fattasi da sé": impossibilitata nell'infanzia a ricevere una compiuta istruzione per via delle sue umili origini, si laureò comunque in chimica grazie ai corsi serali tenuti dall'Università Politecnica di Bucarest, ottenendo subito un posto alla sezione dell'Istituto nazionale di ricerca chimica e petrolchimica (ICECHIM) deputata alle ricerche sull'elastomero. Il culto della personalità sviluppatosi progressivamente attorno alla figura del marito finì per coinvolgere anche la consorte, il cui prestigio di scienziata venne vieppiù amplificato: Elena Ceaușescu pose infatti la sua firma a studi riconosciuti e pubblicati su riviste specializzate a livello internazionale e, tramite il suo entourage, fece pressioni a livello internazionale perché le fossero tributati riconoscimenti accademici. Durante il periodo in cui il marito fu a capo della Romania ricevette lauree honoris causae da quasi tutti i paesi che visitò, in particolare nel campo della chimica dei polimeri.
A distanza di anni dalla caduta del regime, alcune personalità del mondo accademico rumeno ed internazionale hanno iniziato a chiedere la revoca dei suoi riconoscimenti, così come il ritiro delle opere ancora in circolazione in cui ella figura come autrice. Scienziati e suoi collaboratori, dopo la caduta del regime, hanno riferito di stentare nel credere che avesse reali capacità o competenze tecnico-scientifiche: lavorativamente si limitava infatti a impartire ordini e direttive, rifiutava le discussioni e non si addentrava mai negli aspetti scientifici del lavoro, limitandosi a questioni amministrative. Stando alla testimonianza di un impiegato dell'Istituto Nazionale di Ricerca Chimica e Petrolchimica, la moglie del dittatore in alcuni casi diede a vedere gravi lacune sui rudimenti base della chimica. Quanto agli studi da lei pubblicati e firmati, sarebbero perlopiù risultati delle ricerche di alcuni famosi scienziati romeni, che furono costretti a rinunciare all'autorità su di essi. 
L'azione di ridimensionamento della figura di Elena Ceaușescu all’interno della comunità scientifica è però complicata dall'assenza, in campo editoriale, di linee guida per affrontare simili situazioni. Nondimeno i metodi da lei adottati le sono sopravvissuti e hanno impregnato profondamente il mondo accademico rumeno, dando luogo a un'ampia e persistente tolleranza nei confronti di cattive pratiche quali plagi, nepotismo, sciatteria e imprecisione nell'applicazione dei protocolli scientifici.

### Una donna influente

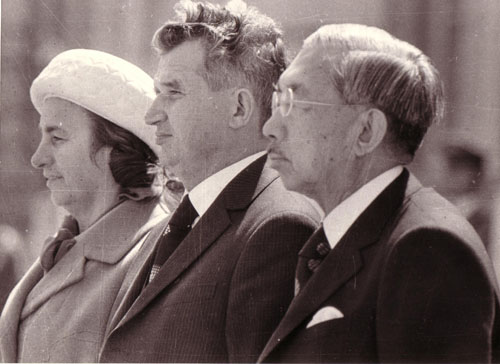
Elena e Nicolae Ceaușescu con Hirohito durante una visita a Tokyo nel 1975

Come negli anni '60, l'influenza di Elena pesò anche sulla decisione di Nicolae, negli ultimi anni '80 di esportare enormi quantitativi di prodotti agricoli, industriali e di risorse naturali del paese per pagare gli enormi debiti (circa dieci miliardi di dollari) con gli istituti di credito occidentali che gli avevano concesso negli anni precedenti grandi finanziamenti per la realizzazione del suo piano di trasformazione della società da agraria a urbana e dell'economia del paese da agricola a industriale. Questa politica di pesanti esportazioni gettò la Romania in una cronica mancanza di cibo, medicinali, energia e generi di prima necessità.

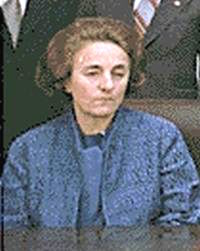
Elena Ceaușescu in una foto del 1978

 Quando tra il 1987 e il 1988 scoppiò un'epidemia di AIDS che coinvolse migliaia di bambini negli orfanotrofi, Elena, allora a capo della commissione statale per la salute, proibì gli esami del sangue sostenendo che essa non esistesse in Romania trattandosi di una malattia propria dei "decadenti occidentali". La sua decisione lasciò all'epidemia la possibilità di diffondersi, decimando i bambini degli orfanotrofi (istituti già di per sé inadeguati e privi anche dell'essenziale).
Nominato presidente della Repubblica a vita il 28 marzo 1974, Ceaușescu cominciò ad assegnare gli incarichi chiave nel governo e nell'esercito ai membri della sua famiglia, e nel 1980 nominò Elena vice primo ministro, rendendola così la persona più importante della Romania dopo di lui. A questo punto Elena avviò una campagna promozionale della sua immagine di first lady, ad esempio il suo nome doveva essere scritto sempre sulla stessa linea di Nicolae, affinché spiccasse quanto quello del marito, e nessuna foto di Ceaușescu doveva essere pubblicata se al suo fianco non compariva anche lei. Nella promozione della loro immagine i due dittatori curarono con la massima attenzione anche i dettagli più insignificanti: fu stabilito che negli articoli di giornale su di loro, non dovessero essere menzionate altre persone affinché i due avessero il massimo rilievo; lo sfondo di tutte le fotografie che li ritraevano doveva essere rosso, il colore ufficiale del Partito Comunista; al ritorno dalle loro visite di stato all'estero, venivano prelevati dalle città, dai villaggi e dalle scuole, cittadini e studenti in gran numero e portati all'aeroporto per lodare i due leader.
Approfittando del potere del marito, Elena si fece conferire nel corso degli anni titoli altisonanti in quantità. Nel 1979 in occasione del suo 63º compleanno il quotidiano Scînteia le dedicò così tanti elogi che ci vollero due numeri consecutivi per contenerli tutti: «Eroica combattente del Partito per il glorioso destino della Romania», «Madre della Patria», «Fiaccola del Partito», «Grande esempio di devozione e passione rivoluzionaria» e molti altri.
Ma a dispetto delle dichiarazioni ufficiali, Elena e il marito non erano amati. Il fallimento della loro politica economica, di cui la reintroduzione del razionamento del pane nel 1982 era la prova più evidente, aveva ridotto il paese alla fame, mentre essi vivevano nel lusso più sfrenato. Possedevano più di quaranta palazzi, organizzavano banchetti, senza badare a spese nell'acquisto dei cibi e delle bevande più raffinate importate direttamente dall'estero. Elena aveva una collezione di vestiti così vasta da essere costretta a riservarsi un'intera sala del palazzo nel Primaverii Boulevard di Bucarest, e possedeva diversi gioielli e un gran numero di pellicce.

### La fine del regime

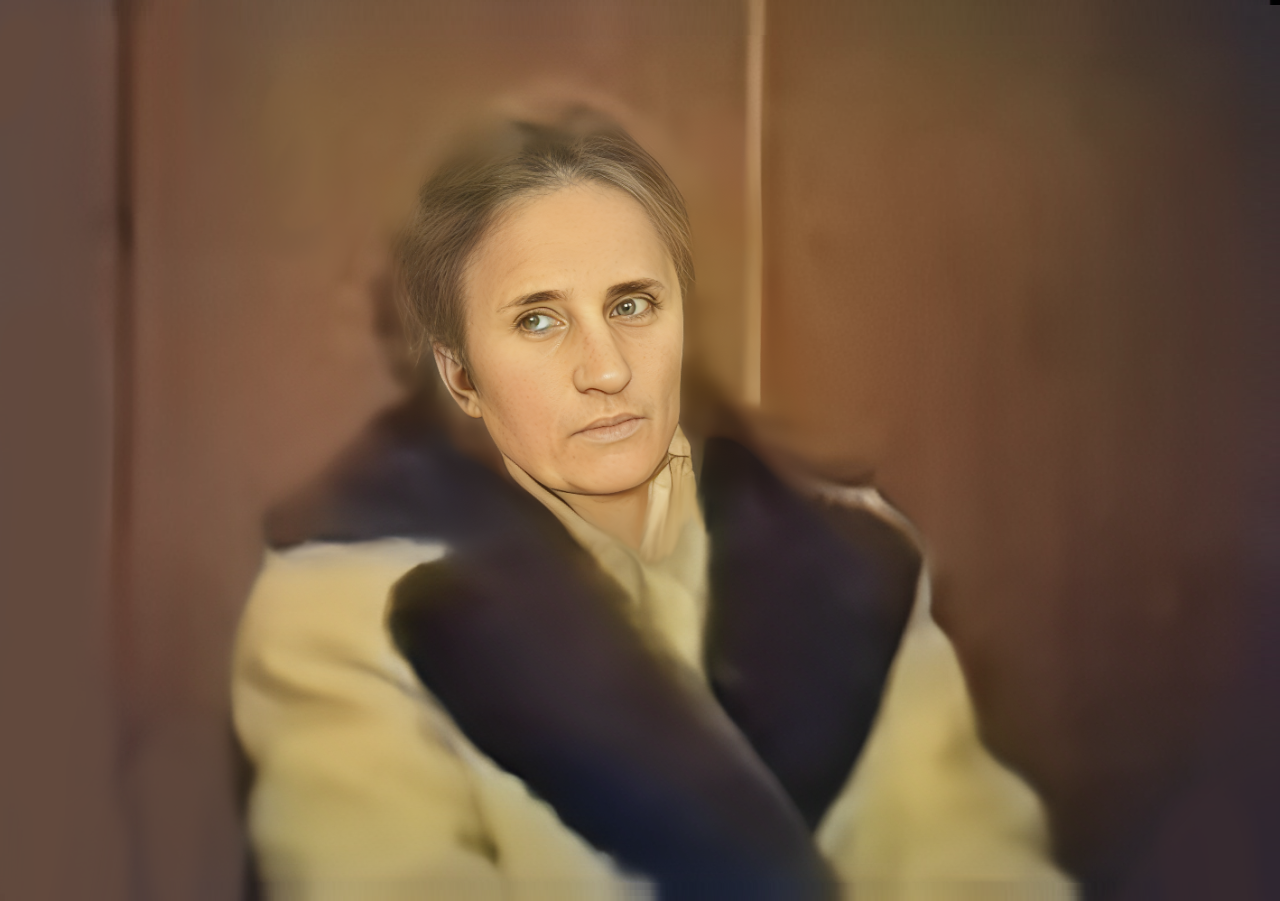
Elena Ceausescu durante il processo del 25 dicembre 1989. Immagine ridefinita con AI.

Il 16 dicembre 1989 a Timișoara un piccolo raduno a sostegno del sacerdote ungherese László Tőkés, incarcerato per aver attaccato il regime dei Ceaușescu, si trasformò in una manifestazione contro il governo. In risposta l'esercito sparò sulla folla, provocando centinaia di vittime. Il 20 dicembre si svolse una seconda manifestazione, cui parteciparono 50 000 persone, indetta appositamente per protestare contro il governo. Nicolae, su consiglio di Elena, ordinò per il giorno seguente un raduno di massa nella piazza centrale di Bucarest, dove sorgeva il palazzo del Comitato centrale. Si presentarono 80 000 persone le quali, appena Nicolae si affacciò dal balcone con accanto la moglie e vari funzionari e iniziò a elogiare il socialismo scientifico, iniziarono a gridare contro i due dittatori.

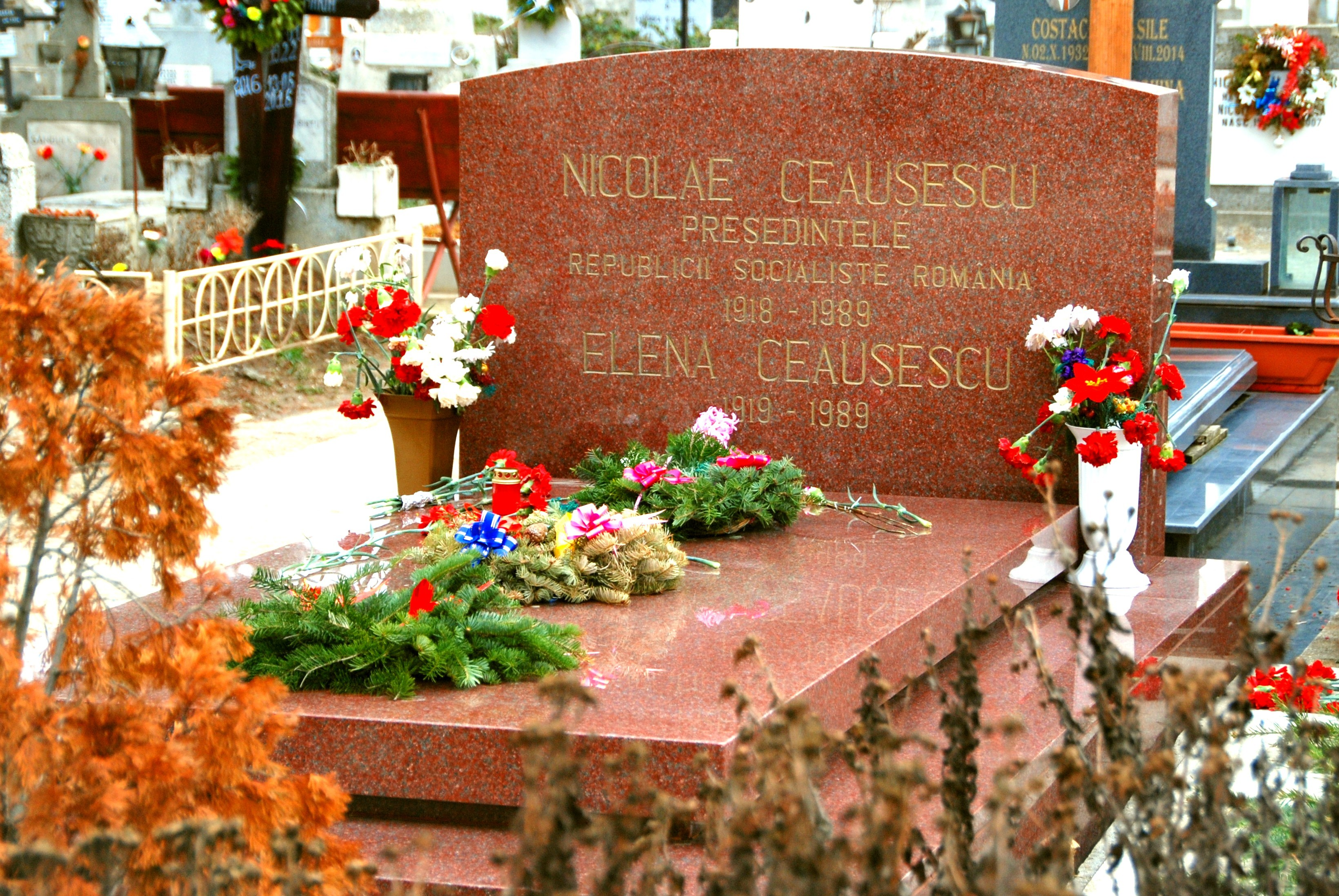
Nuova tomba di Nicolae e Elena Ceaușescu nel cimitero di Ghencea a Bucarest dal 2005

Attraverso la trasmissione televisiva, che riprendeva in diretta l'evento, migliaia di persone assistettero all'umiliazione del dittatore e scesero per le strade chiedendone la destituzione. L'esercito si unì ai manifestanti, che il giorno seguente irruppero nell'edificio del Comitato centrale, dove si trovavano i due dittatori. Dopo una breve fuga in elicottero, essi furono arrestati e trasferiti in una base militare a Târgoviște, cinquanta chilometri a nord di Bucarest, dove furono processati da un tribunale militare. Accusati di crimini contro il popolo, genocidio, attacco armato contro la popolazione e il potere dello Stato, distruzione di edifici e istituti statali, il pubblico ministero chiese per i due la pena capitale. Lo stesso avvocato difensore si espresse a sfavore degli imputati. Elena rifiutò di rispondere alle domande e contestò la legittimità dell'interrogatorio, interrompendo più volte il processo con commenti sarcastici.
Condannati a morte, Elena e il marito vennero immediatamente fucilati nel cortile della caserma ove si era svolto il processo il giorno di Natale del 1989. Prima di morire, Elena lanciò pesanti insulti contro il plotone. Aveva 73 anni. È stata l'unica donna mai giustiziata nel moderno stato della Romania. Le loro salme vennero sepolte nel cimitero di Ghencea, nella zona sud-occidentale di Bucarest. Dopo la rivoluzione romena del 1989 il suo titolo di membro dell'Accademia romena è stato ritirato post-mortem dall'istituzione.